# FIFA-Konföderationen-Pokal 2001/Mexiko
Dieser Artikel befasst sich mit der mexikanischen Fußballnationalmannschaft beim Konföderationen-Pokal 2001 (offiziell FIFA Confederations Cup 2001™, kurz auch Confed-Cup), der in Japan und Südkorea ausgetragen wurde – als sportliche und organisatorische Generalprobe für die dort ein Jahr später stattfindende Weltmeisterschaftsendrunde.
Die mexikanische Elf war dafür als amtierender Titelverteidiger qualifiziert.

## Aufgebot
Mexiko (El Tri) hatte für dieses Turnier folgende Spieler aufgeboten:
| Nummer / Name | Nummer / Name        | Damaliger Verein | Geburtstag | Spiele | Tore | Platzverweise |
| Tor           | Tor                  | Tor              | Tor        | Tor    | Tor  | Tor           |
| ------------- | -------------------- | ---------------- | ---------- | ------ | ---- | ------------- |
| 01            | Oswaldo Sánchez      | CD Guadalajara   | 21.09.1973 | 3      | 0    | 0             |
| 12            | Erubey Cabuto        | CF Atlas         | 06.09.1975 | 0      | 0    | 0             |
| 23            | Óscar Dautt          | Puebla FC        | 08.06.1976 | 0      | 0    | 0             |
| Abwehr        |                      |                  |            |        |      |               |
| 02            | Claudio Suárez       | UANL Tigres      | 17.12.1968 | 3      | 0    | 0             |
| 03            | Joaquín Beltrán      | UNAM Pumas       | 29.04.1977 | 0      | 0    | 0             |
| 04            | David Oteo           | UANL Tigres      | 27.07.1973 | 1      | 0    | 0             |
| 05            | Duilio Davino        | Club América     | 21.03.1976 | 3      | 0    | 0             |
| 17            | Octavio Valdez       | CF Pachuca       | 07.12.1973 | 2      | 0    | 0             |
| 22            | Hugo Chávez          | Monarcas Morelia | 16.10.1976 | 0      | 0    | 0             |
| Mittelfeld    |                      |                  |            |        |      |               |
| 06            | Marco Antonio Ruiz   | CD Guadalajara   | 12.07.1969 | 3      | 0    | 0             |
| 07            | David Rangel         | Deportivo Toluca | 12.11.1969 | 2      | 0    | 0             |
| 08            | Juan Pablo Rodríguez | CF Atlas         | 07.08.1979 | 3      | 0    | 0             |
| 09            | José Manuel Abundis  | CF Atlante       | 11.06.1973 | 3      | 0    | 0             |
| 13            | Pável Pardo          | Club América     | 26.07.1976 | 3      | 0    | 0             |
| 14            | Germán Villa         | Club América     | 02.04.1973 | 0      | 0    | 0             |
| 16            | Alberto Coyote       | CD Guadalajara   | 26.03.1967 | 1      | 0    | 0             |
| 18            | Cesáreo Victorino    | CF Pachuca       | 19.03.1979 | 3      | 0    | 0             |
| 19            | Joaquín Reyes        | Santos Laguna    | 20.02.1978 | 2      | 0    | 0             |
| 20            | Víctor Ruiz          | Deportivo Toluca | 07.06.1969 | 3      | 1    | 0             |
| 21            | Luis Ernesto Pérez   | Necaxa           | 12.01.1981 | 0      | 0    | 0             |
| Angriff       |                      |                  |            |        |      |               |
| 10            | Jared Borgetti       | Santos Laguna    | 14.08.1973 | 3      | 0    | 0             |
| 11            | Daniel Osorno        | CF Atlas         | 16.03.1979 | 2      | 0    | 0             |
| 15            | Antonio de Nigris    | CF Monterrey     | 01.04.1978 | 2      | 0    | 0             |
| Trainer       |                      |                  |            |        |      |               |
|               | Enrique Meza         |                  | 03.03.1948 |        |      |               |

## Verlauf des Turniers
Die mexikanische Mannschaft konnte nicht an ihre guten Leistungen beim Turnier im eigenen Land zwei Jahre vorher anknüpfen und startete mit einer 0:2-Niederlage gegen Australien mit folgender Aufstellung: Sánchez – Suárez, Oteo, Davino, M. Ruiz (48. Osorno) – Rodríguez, Abundis, Borgetti – Pardo, Coyote (48. Victorino), V. Ruiz (64. Reyes).
Im zweiten Spiel gegen Co-Gastgeber Südkorea gelang Víctor Ruiz der Ausgleich zum 1:1 in der 80. Minute und der zugleich der einzige Treffer Mexikos bei diesem Turnier. Dennoch verlor „El Tri“ durch ein Tor von Yoo Sang-chul in der Nachspielzeit mit 1:2 auch dieses Spiel mit folgender Aufstellung: Sánchez – Suárez, Davino, Pardo, Valdez – Rangel, Rodríguez (61. V. Ruiz), Victorino – Borgetti (52. M. Ruiz), Osorno (70. Abundis), De Nigris.
Durch die 0:4-Niederlage im letzten Gruppenspiel gegen den amtierenden Weltmeister und späteren Turniersieger Frankreich belegte der Titelverteidiger mit 1:8 Toren und null Punkten die schlechteste Bilanz aller acht Teilnehmer. Das Spiel gegen „Les Bleus“ wurde mit folgender Aufstellung bestritten: Sánchez – Suárez, Davino, Pardo, Valdez – Rangel, Abundis, Victorino (75. Rodríguez) – M. Ruiz (63. Reyes), De Nigris (46. Borgetti), V. Ruiz.